# Madame de Ventadour
Charlotte Eléonore Madeleine de La Motte Houdancourt, duchessa di Ventadour (1654 – Versailles, 13 dicembre 1744), è stata una nobile francese, governante di re Luigi XV di Francia, bisnipote di re Luigi XIV. Ha il merito di aver salvato Luigi XV dalle cure dei medici reali quando era malato da bambino. Fu la governante dei figli di Francia come sua madre, sua nipote, sua nipote acquisita e sua bisnipote.

## Biografia

### Infanzia

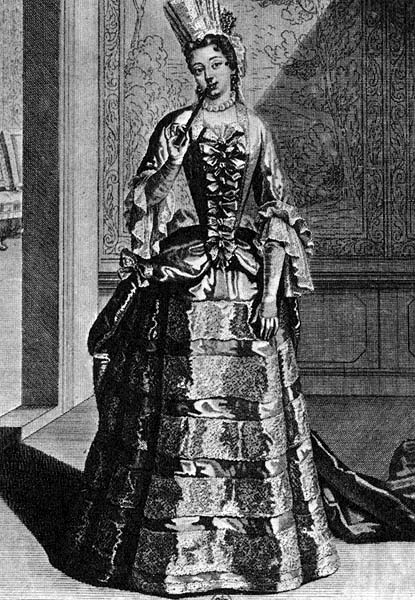
Carlotta in giovane età in una stampa d'epoca

Charlotte era la più giovane delle tre figlie femmine di Philippe de La Mothe Houdancourt, duca di Cardona e maréchal de France (m. 1657), e Louise de Prie, marchesa de Toucy, duchessa di La Motte Houdancourt, maréchale, governante dei figli di Francia. Le sorelle di Charlotte furono:
- Françoise Angélique de La Mothe Houdancourt, dama di Fayel (n. 1650), che sposò il 28 novembre 1669 Louis Marie Victor, duc d'Aumont (9 dicembre 1632–5 aprile 1711).
- Marie Isabelle Angélique de la Mothe Houdancourt, duchessa di La Ferté Senneterre (m. 1726).

### Matrimonio

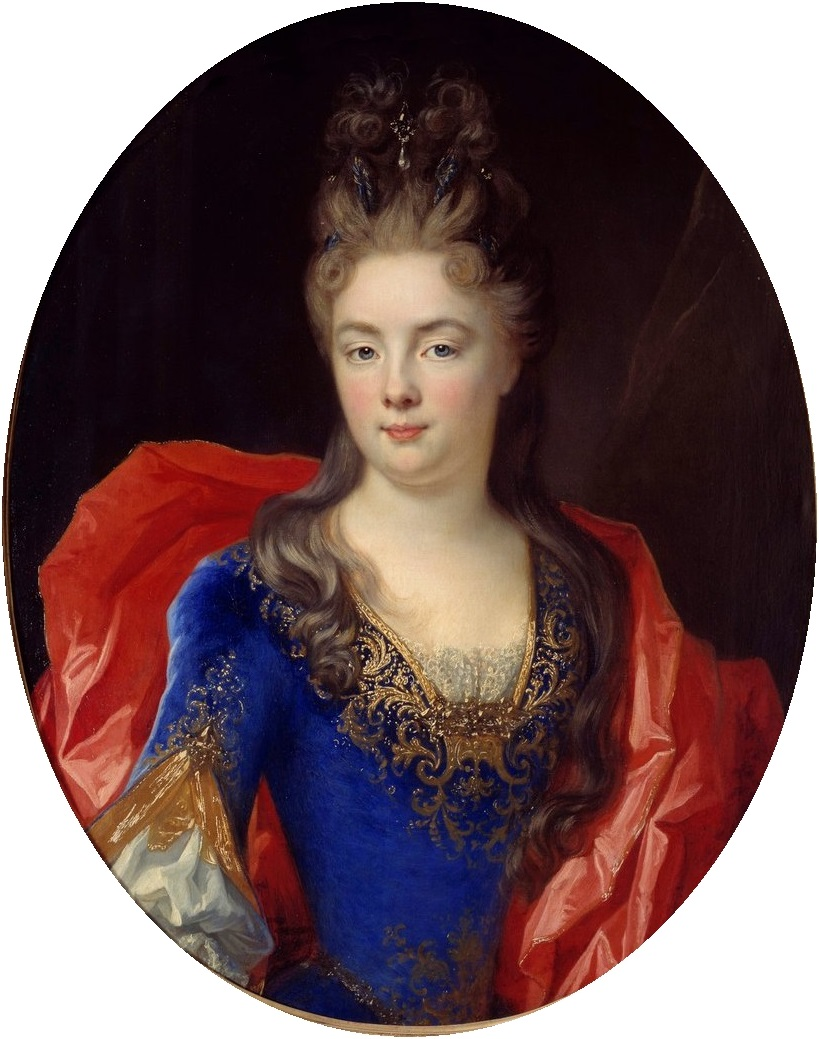
La sua unica figlia, Anne Geneviève de Lévis, ritratta da Nicolas de Largillière.

Charlotte sposò Louis Charles de Lévis, duca di Ventadour e governatore del Limosino (1647–1717), il 14 marzo 1671 a Parigi.
Il Duca era generalmente considerato "orribile" — molto brutto, fisicamente deforme, e sessualmente depravato — ma i privilegi di essere una Duchessa compensavano per l'unione sfortunata, per esempio le tabouret: in una lettera a sua figlia, Madame de Sévigné descrisse un incidente che ebbe luogo a Saint Germain durante un'udienza con la Regina.

"… molte duchesse entrarono, incluso la bellissima ed incatevole duchessa di Ventadour. C'era un po' di ritardo prima che portassero lo sgabello sacro. Mi voltai verso il gran maestro e dissi, 'Oh, basta darglielo. Certamente le costa abbastanza,' ed egli fu d'accordo."
Charlotte e Louis Charles ebbero una sola figlia, Anne Geneviève de Lévis, nata nel febbraio 1673. Anne Geneviève sposò in prime nozze nel 1691 Louis-Charles de la Tour d'Auvergne, prince de Turenne, figlio di Goffredo Maurizio de La Tour d'Auvergne, duca di Bouillon, e di sua moglie, Maria Anna Mancini.
Dopo la morte del suo primo marito, Anne Geneviève sposò nel 1694 Hercule Mériadec de Rohan, duca di Rohan-Rohan. Attraverso questo secondo matrimonio, Anne Geneviève de Lévis diventò la nonna di Carlotta di Rohan (1737–1760), moglie di Luigi Giuseppe, principe di Condé (1736–1818).

### Governante dei figli di Francia

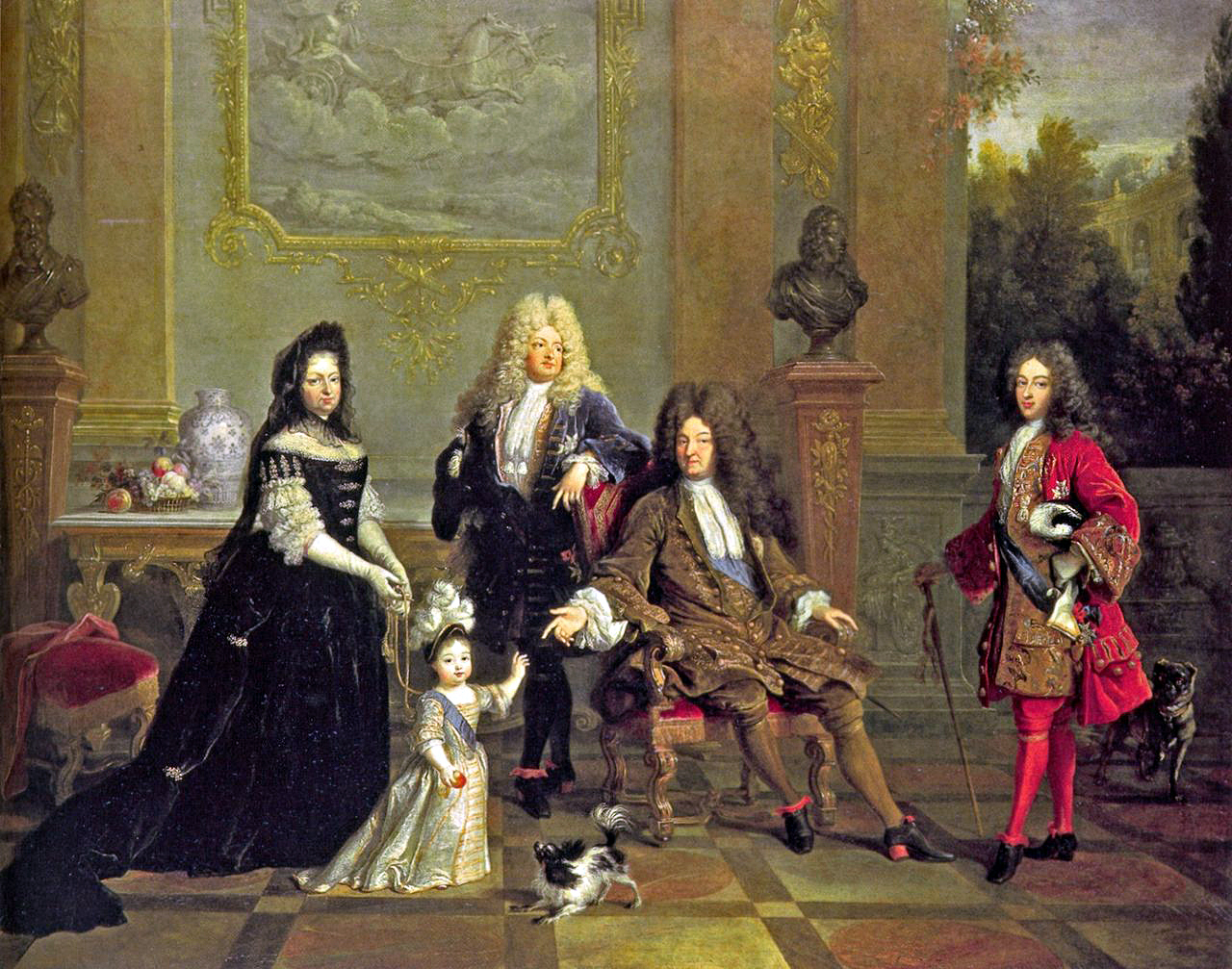
Madame de Ventadour ritratta con Luigi XIV ed i suoi eredi (1715-1720)
Londra, Wallace Collection Madame de Ventadour è mostrata che attende il Duca d'Angiò e il Duca di Bretagna.

Madame de Ventadour fu nominata Governante dei figli di Francia nel 1704.
Nel 1712, una epidemia di morbillo colpì la famiglia reale francese, causandone la morte di alcuni membri. La prima a morire fu la  "delfina", Maria Adelaide. Nel giro di una settimana dalla sua morte morì anche suo marito, Luigi il Delfino, lasciando orfani i figli Luigi, duca di Bretagna ed erede al trono, e Luigi, duca d'Angiò, il futuro Luigi XV.
La malattia, tuttavia, non aveva fatto ancora il suo corso: sia il Duca di Bretagna che il Duca d'Angiò si ammalarono di morbillo. Il Delfino fu assistito dai medici reali, che lo salassavano nella credenza che ciò lo avrebbe aiutato a ristabilirsi; al contrario la terapia indebolì il ragazzo, che rapidamente morì, lasciando il Duca d'Angiò come Delfino. Decisa a non permettere che lo stesso trattamento fosse applicato al Duca d'Angiò, Madame de Ventadour si chiuse a chiave con tre bambinaie, e si rifiutò di consentire ai dottori di avvicinarsi al bambino. Luigi sopravvisse alla sua malattia, diventando Re di Francia a seguito della morte del suo bisnonno tre anni dopo.

### Ultimi anni e morte

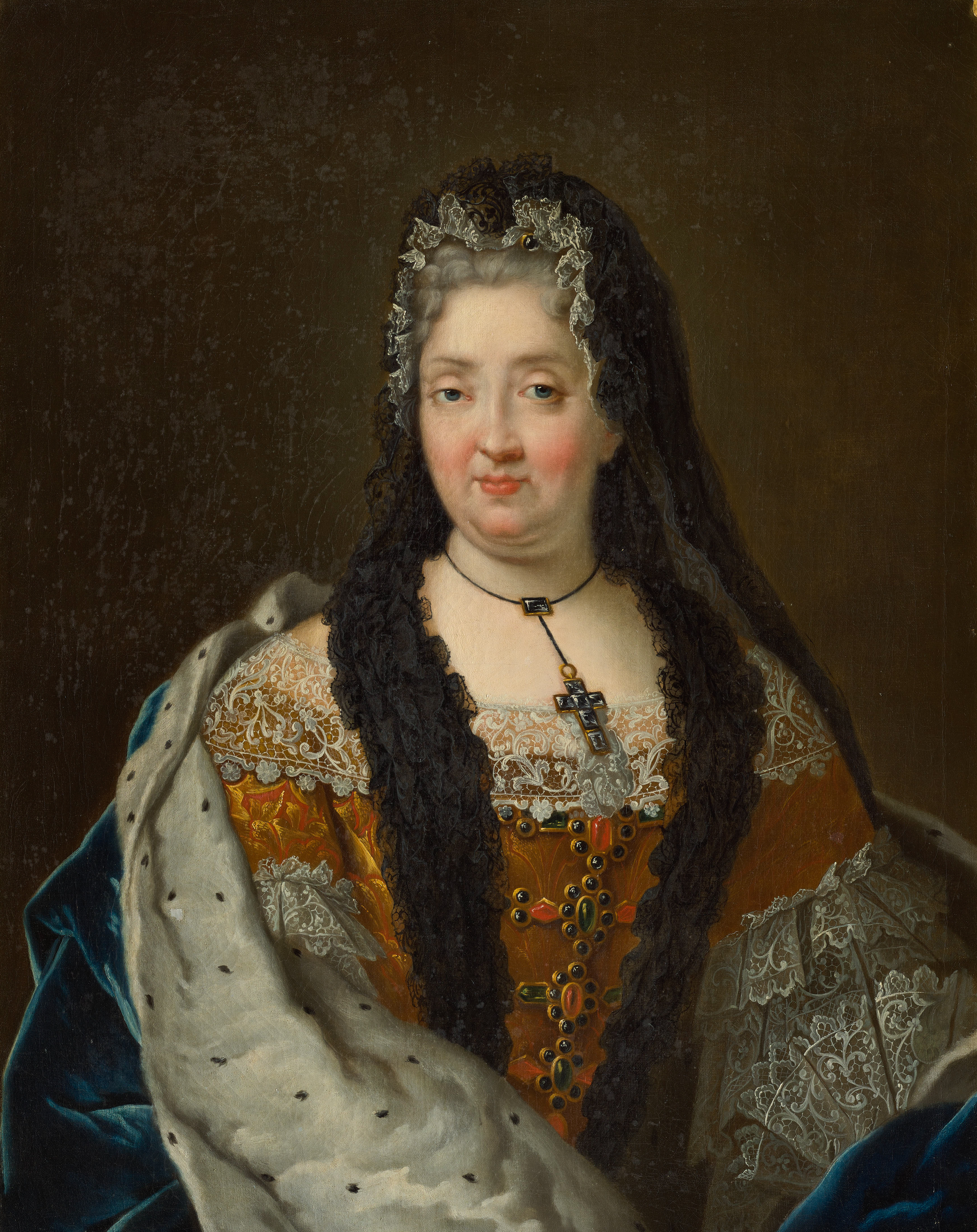
Madame de Ventadour ritratta da Pierre Mignard

Madame de Ventadour continuò nella sua posizione di governante reale fino al 1717, quando il Re fu considerato grande abbastanza per essere cresciuto da uomini. Suo marito morì in quello stesso anno. Diventò poi dama di compagnia di Elisabetta Carlotta del Palatinato, vedova di Filippo di Francia, duca d'Orldéans, unico fratello di Luigi XIV.
Morì nel castello di Glatigny, sua residenza a Versailles. Attraverso sua figlia è un'antenata dei Principi di Guéméné del Casato di Rohan, che attualmente vivono in Austria.

## Discendenza
Madame de Ventadour e Louis Charles de Lévis ebbero:
Anne Geneviève de Lévis mademoiselle de Lévis, principessa di Turenne, duchessa di Rohan-Rohan, principessa di Maubuisson, principessa di Soubise (febbraio 1673 – 20 marzo 1727)
1. Sposò Louis Charles de La Tour d'Auvergne, principe di Turenne nel 1692 (figlio di Goffredo Maurizio de La Tour d'Auvergne e Maria Anna Mancini) senza figli;
2. Sposò Hercule Mériadec de Rohan, duca di Rohan-Rohan nel 1694 (figlio di François de Rohan ed Anne de Rohan-Chabot), ebbe figli.